# يو فيوتشر
يو فيوتشر هي شركة استثمارية قابضة ذات محفظة متنوعة من الأصول في مجال العقارات والبنية التحتية والصناعة والطاقة المتجددة والمستحضرات الصيدلانية وتكنولوجيا المعلومات. تبلغ قيمة أصولUFuture  550 مليون دولار، ويصل إجمالي رسملة الأعمال التي استثمرت فيها إلى مليار دولار.
تأسست الشركة القابضة في عام 2017 من قبل رجل الأعمال الأوكراني فاسيل خميلنيتسكي (Vasyl Khmelnytsky) من أجل الجمع بين مشاريعه الاجتماعية والتجارية. يقع المقر الرئيسي للشركة في مدينة ليماسول، قبرص. وللشركة أيضًا مكتب تمثيلي في الاتحاد الأوروبي في بروكسل، بلجيكا.
ميكولا تيموشوك (Mykola Tymoshchuk) هو المدير العام لشركة UFuture.

## الإدارة العليا للشركة
مؤسس الشركة هو فاسيل خملنيتسكي، وهو رجل أعمال أوكراني ومستثمر. أشهر مشاريعه هي إنشاء حدائق الابتكار UNIT.City في كييف وخاركيف و LvivTech.City في غرب أوكرانيا، وتطوير مطار إيغور سيكورسكي كييف الدولي. في عام 2019، شارك خميلنيتسكي إدارة المشاريع الاستثمارية المشتركة، وهي شركة التطوير UDP ومطار إيغور سيكورسكي كييف الدولي، مع أندري إيفانوف (Andrii Ivanov) وهو مؤسس الصندوق الخاص Quarter Partners.
منذ عام 2017، أصبح المدير الأوكراني ميكولا تيموشوك رئيساً التنفيذياً لشركة UFuture.

## نشاط الشركة
UFuture هي المساهم الأكبر في عدد الشركات الأوكرانية:
- • شركة تطوير UDP التي تتخصص في مشاريع البنية التحتية الكبيرة وتوفّر دورة كاملة من تطورها أي البناء والتشييد والتكليف والبيع/الإيجار وإلخ؛[8][9]

- مطار إيغور سيكورسكي كييف الدولي وهو ثاني أكبر مطار في البلاد من حيث حركة الركاب.[10][11]

الشركة القابضة هي أيضًا مستثمر استراتيجي في:
- UDP Renewables وهي شركة استثمار وتطوير في مجال الطاقة المتجددة والتي لديها عدد من مشاريع في هذا المجال، خاصة محطة للطاقة الشمسية في العديد من مناطق أوكرانيا. وتخطط الشركة لتصبح واحدة من أكبر منتجي الطاقة النظيفة في البلاد بإجمالي قدرة محطات توليد الكهرباء أكثر من 300 ميغاواط؛

- شركة الأدوية الدولية المبتكرة Biopharma وهي الشركة المصنعة الوحيدة في أوكرانيا لعقاقير مناعية معينة؛[12][13]

- حديقة بيلا تسيركفا (Bila Tserkva) الصناعية - مطور رائد للعقارات الصناعية والمخازن.[14]

تطوّر UFuture مع الشركاء أيضًا:
- UNIT.City هي أول حديقة ابتكار أوكرانية في كييف وخاركيف، والتي تنشئ نظامًا بيئيًا لتطوير المؤسسات التكنولوجية من خلال استخدام العقارات لأغراض مختلفة: المكاتب والإسكان والمؤسسات التعليمية المبتكرة ومراكز البحث والتطوير ومختبرات VR و AR، مرافق الإنتاج للطباعة 3D والإنتاج ثلاثي الأبعاد وإلخ؛

- مدرسة الأعمال لأصحاب المشاريع  UNIT School of Business (USB) لها برنامج تعليمي مصمم وفقًا لمنهجية جامعة كاليفورنيا بيركلي (Berkeley University of California)؛[15]

- حديقة الابتكار LvivTech.City في عاصمة أوكرانيا الغربية، ستكون فيها البنية التحتية الاجتماعية والتكنولوجية للعمل والدراسة والترفيه؛

- مجموعة شركات تكنولوجيا المعلومات وحلول تكنولوجيا النظام البيئي ITernal؛

- الشركة المصنعة الأوكرانية للأنظمة الكهربائية الحديثة Plank Electrotechnic التي توفر دورة كاملة لصناعة المنتجات؛

- شركة تكنولوجيا معلومات ucode IT-Academy منتج في مجال التقنيات التعليمية (EduTech)، التي تقدم تدريبًا هجينًا غير متصلاً (أوفلاين) وعبر الإنترنت (أونلاين) لتدريب متخصصي تكنولوجيا المعلومات.[16]

## الاستثمار الاجتماعي
تدعم UFuture العديد من المشاريع الاجتماعية في مجالات الاقتصاد والتعليم لتعزيز تقدّم أوكرانيا وزيادة القدرة التنافسية للبلاد في السوق العالمية. من بينها:
- مؤسسة K.Fund لـفاسيل خملنيتسكي تم تأسيسها لدعم المشاريع في مجالات التعليم والاقتصاد؛

- منتدى كييف الاقتصادي الدولي (KIEF) الذي تتمثل مهمته في تعزيز اندماج أوكرانيا في المجتمع العالمي؛

- معهد لين الأوكراني (Lean Institute Ukraine) هو مشروع يهدف إلى زيادة القدرة التنافسية والابتكار للشركات الأوكرانية من خلال منهجية لين (lean).

- المشروع المنفّذ (2013-2018) جامعة تكنولوجيا المعلومات فيما بين الشركات بيونيك (Bionic University) التي درّبت المتخصصين في صناعات عالية التقنية.

- مصنع البرمجة UNIT Factory، الذي قدم شكلاً جديداً من التعليم لمتخصصي تكنولوجيا المعلومات وأصبح بداية لتطوير UNIT.City بشكل عام ولكن تم إغلاقه في عام 2020.[17]

- مشروع نشر K.Fund Books الذي يوفر ترجمة الأعمال الأكثر مبيعًا في العالم إلى اللغة الأوكرانية؛

- مدرسة Novopechersk العامة التي تعمل بتنسيق جديد تمامًا وفقًا للمنهج الدراسي الذي وضعه كبار المعلمين الأوكرانيين والمتخصصين من المكتب الكندي للتعليم الدولي؛

- مسرع الإنتاج INDAX الذي يساعد على إقامة تعاون بين رواد الأعمال وتوسيع نطاق الأعمال الصغيرة والمتوسطة في مجال الصناعة؛

- برنامج UFuture Talents التدريبي الذي تم الاعتراف به كواحد من أفضل برامج تدريبية للشركات في أوكرانيا في عام 2019.